# ニンブルク - ムラダー・ボレスラフ線
ニンブルク～ムラダー・ボレスラフ線（チェコ語;Železniční trať Nymburk – Mladá Boleslav）は、チェコ国鉄の鉄道線の名称である。路線番号は062。
1870年、オーストリア北西部鉄道によって開業した。ヴィーンとベルリンを結ぶ路線として建設されたが、現在その役割は090号線が担っており、こちらはコリーンとムラダー・ボレスラフを結ぶ路線としての役割を担っている。かつて、路線番号は071であったが、2023年度より062に変更された。

## 歴史
1866年9月8日にウィーン - ユングブンツラウ（現在ムラダー・ボレスラフ）間本線および三つの分岐線に関する建設許可は南北ドイツ連絡鉄道（Süd-Nord deutsche Verbindungsbahn）株式会社の運営権保有者に与えられた。鉄道建設および運営は帝国政府のプロジェクトで、商工省が提供する契約により実行された。工事開始の時点と完工期限は第三条で規定された。1870年10月29日にコリーン - ユングブンツラウ間はニンブルクの中間地点で開通された。
1908年10月21日に北西部鉄道の国家買収が合議されて、1909年3月27日の法律で承認された。この路線は他の北西部鉄道路線とともにオーストリア帝国鉄道（k.k. österreichische Staatsbahnen, kkStB）により引き受けられた。

## 運行形態
ニンブルク～ヴェレリビ間の、061号線との直通便に関しては061号線の記事を参照。

### 特急「リフリーク(R)」
- コリーン～ニンブルク～ムラダー・ボレスラフ～ルンブルク　　※アリヴァ列車による運行
2時間ヘッドで運行する。ニンブルク以南は全便が231号線に、ムラダー・ボレスラフ以北は080号線に乗り入れる。ムラダー・ボレスラフで070号線タンヴァルド方面の特急に接続する。大部分は、ニンブルクでも020号線フラデツ方面の特急とも接続する。
2019年以前はチェコ鉄道による運行で、また日中4時間間隔が空く時間帯もあった。

### 快速「スピェシニー(Sp)」
- ニンブルク - ムラダー・ボレスラフ - トゥルノフ　　※チェコ鉄道による運行
一日1往復の運行。ボレスラフ以北は070号線に直通する。
過去の運行形態
2019年以前は、ボレスラフ方面が080号線に、ニンブルク方面が064号線から直通していた。休日のニンブルク行のみ、フシェヤニとチャホヴィツェを通過していた。
2020年度に、ボレスラフ以北の直通路線が070号線に変更された。
2023年度に、全列車フシェヤニとチャホヴィツェ停車となった。

### 普通
2時間に1本の運行。ニンブルク～ムラダー・ボレスラフ町間の運行が中心で、ムラダー・ボレスラフ本駅と町駅の間は064号線に乗り入れる。

## 駅一覧
以下では、チェコ国鉄071号線の駅と営業キロ、停車列車、接続路線などを一覧表で示す。
- 種別
  - R：特急
  - Sp：快速
  - Os：普通
- 停車駅
  - ■印：全列車停車
  - ●印：大部分停車、一部通過
  - ｜印：全列車通過

| 路線名 | 駅名                     | 駅間営業キロ | 累計営業キロ | R  | Sp | Os | 接続路線 | 所在地         | 所在地                 |
| ------ | ------------------------ | ------------ | ------------ | -- | -- | -- | --- | -------------- | ---------------------- |
| 071    | ニンブルク本駅           | -            | 0.0          | ■  | ■  | ■  | 060号線、231号線 | 中央ボヘミア州 | ニンブルク郡           |
| 071    | ヴェレリビ駅             | 3.1          | 3.1          | ｜ | ｜ | ■  | 061号線（イチーン方面）                                                                                                  | 中央ボヘミア州 | ニンブルク郡           |
| 071    | フシェヤニ駅             | 6.7          | 9.8          | ｜ | ■  | ■  | | 中央ボヘミア州 | ムラダー・ボレスラフ郡 |
| 071    | チャホヴィツェ駅         | 1.9          | 11.7         | ｜ | ■  | ■  | | 中央ボヘミア州 | ムラダー・ボレスラフ郡 |
| 071    | ルシチェニツェ駅         | 5.3          | 17.0         | ｜ | ｜ | ■  | | 中央ボヘミア州 | ムラダー・ボレスラフ郡 |
| 071    | ヴォヂェラディ駅         | 2.0          | 19.0         | ｜ | ｜ | ■  | | 中央ボヘミア州 | ムラダー・ボレスラフ郡 |
| 071    | ドブロヴィツェ駅         | 2.4          | 21.4         | ｜ | ｜ | ■  | | 中央ボヘミア州 | ムラダー・ボレスラフ郡 |
| 071    | ネプルジェヴァーズカ駅   | 3.1          | 24.5         | ｜ | ｜ | ■  | | 中央ボヘミア州 | ムラダー・ボレスラフ郡 |
| 071    | ムラダー・ボレスラフ本駅 | 5.5          | 30.0         | ■  | ■  | ■  | 064号線（ムラヂェヨフ方面） 070号線（トゥルノフ方面、プラハ方面） 076号線（ムニェルニーク方面）、080号線（スヴォル方面） | 中央ボヘミア州 | ムラダー・ボレスラフ郡 |